# Funduskamera

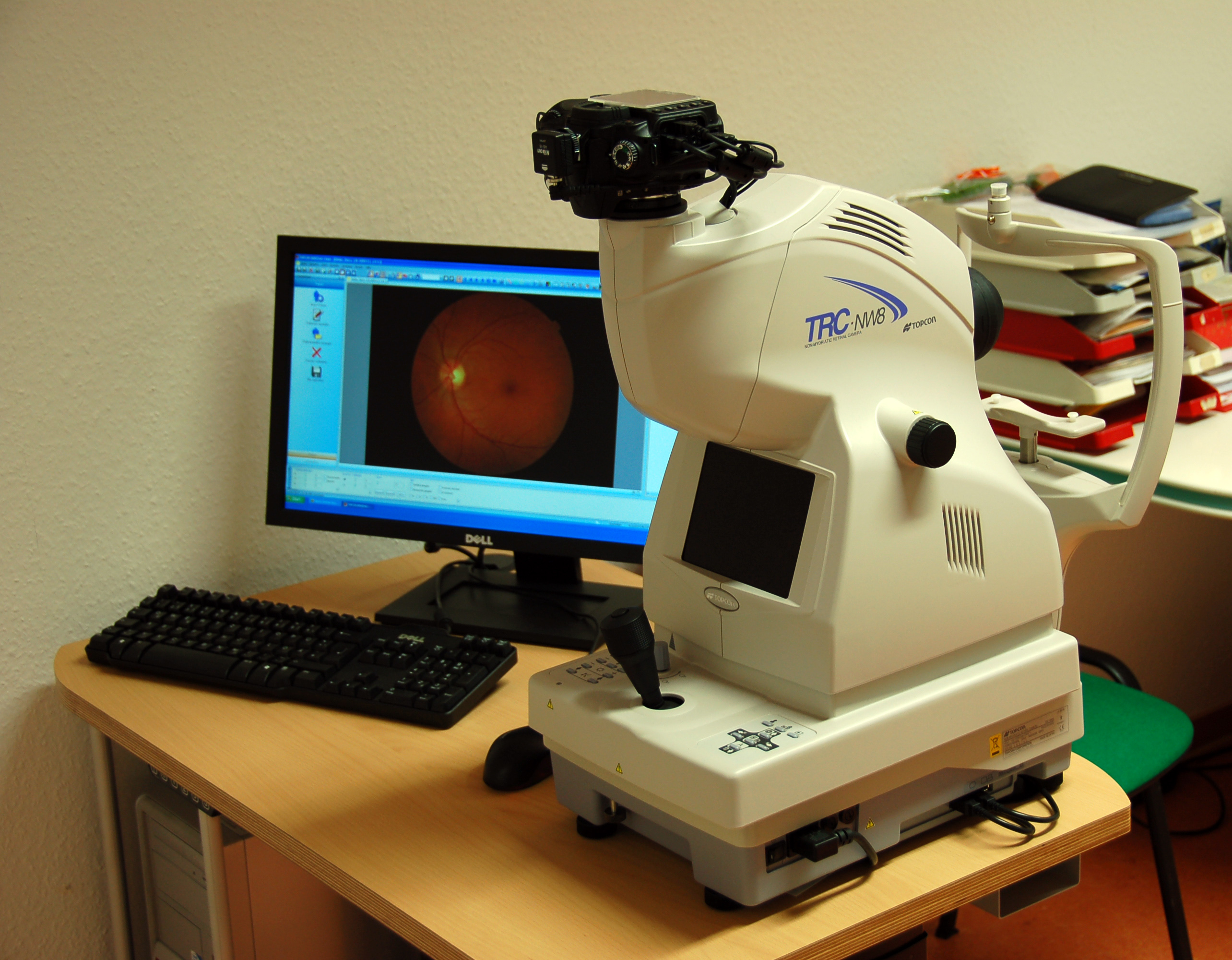
Moderne Funduskamera

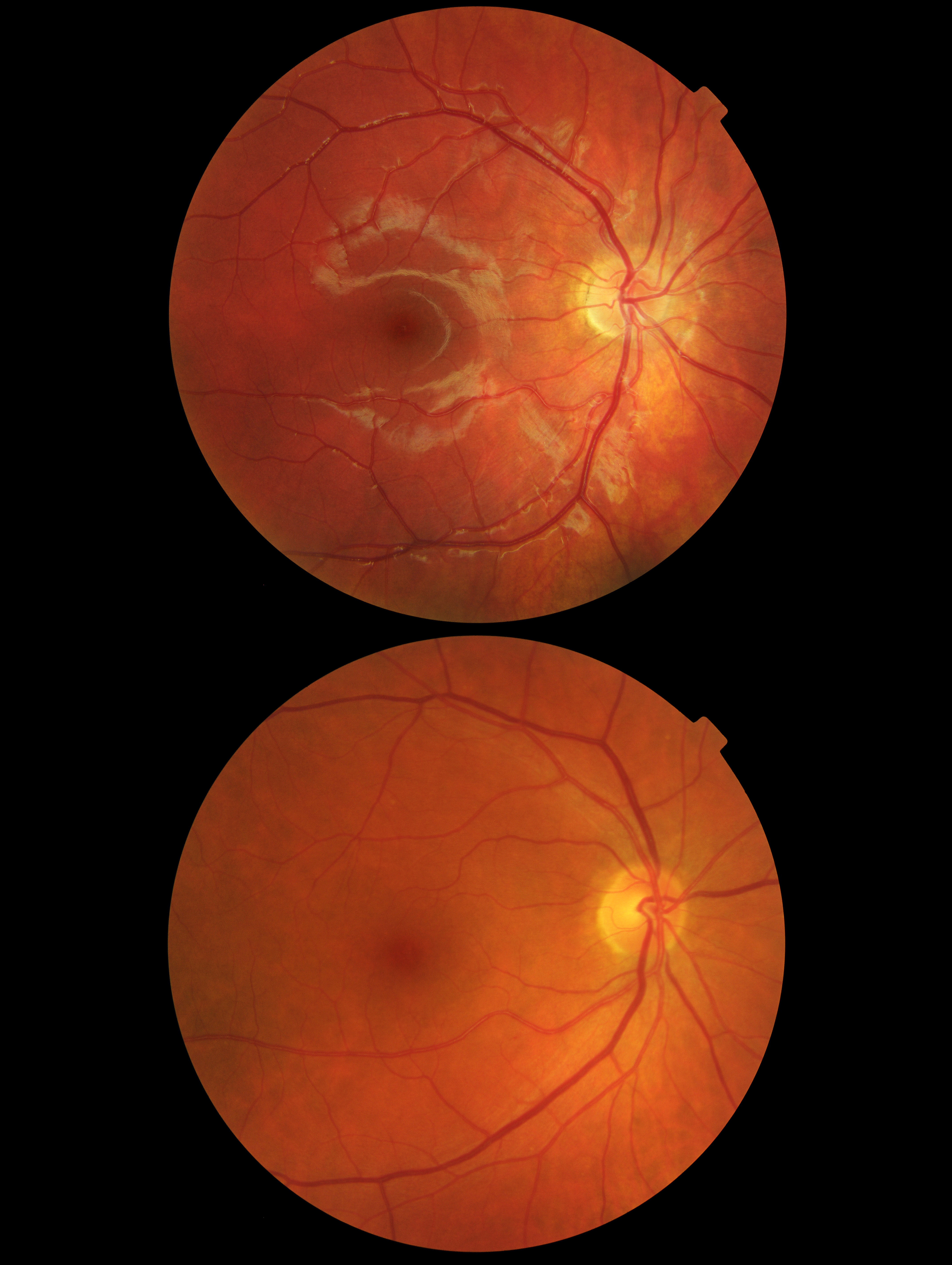
Vergleich der Fundusaufnahme einer Makuladegeneration (oben) und der eines gesunden Auges (unten)

Eine Funduskamera, auch Netzhautkamera, ist ein ophthalmologisches Gerät, mit dem fotografische Aufnahmen der hinteren Augenabschnitte (Netzhaut) angefertigt werden. Bereits ab 1915 gab es die Nordensonschen Netzhautkamera in der Augenheilkunde.
Die Fotos einer Funduskamera unterstützen die augenheilkundliche Diagnostik und dienen dazu, krankhafte Veränderungen sichtbar zu machen und zu dokumentieren. Bei der herkömmlichen Untersuchung des Augenhintergrundes mittels Spaltlampenmikroskopie oder Ophthalmoskopie musste bislang zur exakten Inspektion auch der mittleren Netzhautbereiche bis 50–60° meist die Pupille des Auges mit entsprechenden Medikamenten vergrößert werden (Mydriasis), um einen ungehinderten Einblick zu erhalten. Neuere Geräte arbeiten dagegen mit infraroter Beleuchtung, sodass sich ein Weitstellen der Pupillen in der Regel erübrigt.
Eine Funduskamera ist mit einer handelsüblichen digitalen Spiegelreflexkamera sowie einem Ringblitz ausgestattet, was hochauflösende Bilder ermöglicht, die in einer digitalen Patientenakte gespeichert oder in ausgedruckter Form in der Karteikarte hinterlegt werden können. Damit ist, anders als bei Untersuchungen mittels Spaltlampe oder Ophthalmoskop, auch eine spätere Beurteilung durch Dritte oder eine Kontrolle des Krankheitsverlaufs möglich.
Fundusfotos zeigen den Augenhintergrund typischerweise orange-rötlich. Die benötigten Kameras werden wegen ihrer hohen Spezialisierung nur von wenigen Herstellern angeboten, zum Beispiel von Topcon, Nidek, Carl Zeiss, Meditec, Canon oder Kōwa.
Funduskameras werden unter Berücksichtigung der Norm DIN EN ISO 10940 hergestellt. Sie sind als fest auf einem Tisch installiertes oder tragbares Handgerät verfügbar. Zudem können sie als Zusatzausrüstung an einer Spaltlampe angebracht werden.